# Amphiodon
Amphiodon, monotipski rod drveća iz porodice Leguminosae. Jedina vrsta je A. effusus iz tropke Južne Amerike (Brazil, Peru, Bolivija).
A. effusus nekada je bio uključivan u rod Poecilanthe.

## Sinonimi
- Poecilanthe effusa (Huber) Ducke
- Poecilanthe ovalifolia Kleinhoonte